# Erica De Matteis
Erica De Matteis (Roma, 20 aprile 1994) è una modella italiana.

## Biografia
Appassionata di musica, inizia a cantare dall'età di sei anni in un coro locale. All'età di quindici anni prende parte ad un noto programma televisivo musicale My Camp Rock 2 in onda su Disney Channel Italia come cantante, lavorando con il vocal coach Francesco Rapaccioli. Quello stesso anno inizia gli studi musicali e di canto con il maestro Fabrizio Palma.
Partecipa a numerosi stage formativi con celebri professionisti del settore, addentrandosi sempre più nell'ambiente musicale. A sedici anni inizia a studiare chitarra classica e teatro. Cresce sul palco, esibendosi live in diverse manifestazioni ed eventi.
Dal 2013 arrivano le prime esperienze teatrali lavorando come artista per alcuni musical di compagnie amatoriali, ricoprendo i ruoli di Sandy, Raperonzolo e molti altri.
In quell'anno viene notata da un'agenzia di moda. Inizia così la carriera lavorativa come modella, lavorando per marchi italiani ed internazionali. Sfila per le più importanti passerelle, per la Milano Fashion Week nel 2018, per Alta Roma dal 2015 al 2019 e per stilisti come Stella Jean, Abed Mahfouz, Daniela Danesi e molti altri.
Nel 2015 partecipa a Miss Mondo Italia classificandosi 2ª e vincendo la fascia di Miss Mondo Talent 2015.
Nel 2018 vince Miss Universo Italia, e rappresenta l'Italia nell'edizione 2018 di Miss Universo in Thailandia classificandosi ventinovesima su 92 partecipanti.
Tornata dall'esperienza mondiale si divide tra musica e moda. Ambasciatrice della bellezza Italiana, viaggia in tutto il mondo e diviene testimonial di importanti marchi come Mangano Official, Clarins Italia, Guerlain, Freddy, Stroili, Kiehl's Italia, Yamamay.
A settembre 2018 presenta come inviata la finale Nazionale di Miss Universo Italia 2019, in onda su La 5. Nello stesso anno, nel mese di Dicembre, vola a Shanghai come madrina e volto dell'evento del Giro d'Italia "Ride like a pro", in compagnia dei grandi campioni del ciclismo.
Tornata in Italia, ricomincia a dedicarsi alla musica con l'insegnante Rossella Ruini, successivamente allo studio del doppiaggio. La sua formazione la porta a muovere i primi passi nel doppiaggio cantato dei film d'animazione e poi nel doppiaggio delle serie tv.
Nell'aprile 2020 viene scelta per prestare la voce nelle parti cantate a Chang'e, la bellissima dea della Luna nel film d'animazione Over the Moon - Il fantastico mondo di Lunaria, prodotto da Netflix e Pearl Studio.
Sempre nel 2020 prende parte ad altri progetti d'animazione, prestando la sua voce per le colonne sonore.
Nel 2023 si sposa con il suo compagno.
Da circa due anni Erica lavora come commentatrice per il famose gioco di carte, targato Disney, "Disney Lorcana", e porta avanti il suo lavoro da content creator, con passione e dedizione sui suoi canali social. 

## Televisione
1. My Camp Rock 2 - Disney Channel (concorrente)
2. Miss Universo 2018 andata in onda su Fox (concorrente)
3. Giro d'Italia - Ride like a pro edizione 2019 (madrina)
4. Miss Universe 2019 - Il reality su La 5 (presentatrice)
5. Miss Universe Italy 2019 - la finale su La 5 (presentatrice)
6. Miss Teenager Original 2020 su Gold Tv (presentatrice)

## Doppiaggio

### Film d'animazione
- Over The Moon - Il fantastico mondo di lunaria (2020) - voce cantata di Chang'e
- Back to the Outback - ritorno alla natura (2021) - voce cantata di Meddie

### Serie Tv
- Dickinson (serie televisiva) - voce cantata di Sue Gilbert
- Doug Unplugs (Doug: Il robot curioso - Stagione 1)
- Doug Unplugs (Doug: il robot curioso - Stagione 2)
- Spirit Rangers (serie televisiva) - sigla e trasformation song
- Coccodè tocca a me (Interrupting Chicken) (serie televisiva) - sigla

### Premi
Premio Internazionale del doppiaggio come "Miglior Voce nuova 2020"

## Attività musicale
- Quarantine World Song (feat. Jessica Lynn, Karwan Kamil, Luis Fernan, Ammar Alazaki, and various artists)